# Myrceugenia reitzii
Myrceugenia reitzii är en myrtenväxtart som beskrevs av Carlos Maria Diego Enrique Legrand och Eberhard Max Leopold Kausel. Myrceugenia reitzii ingår i släktet Myrceugenia och familjen myrtenväxter. Inga underarter finns listade i Catalogue of Life.